# Maison de Rabelais (Chinon)
La maison de Rabelais est un hôtel particulier situé à Chinon. 

## Historique
Le monument fait l’objet d’une inscription au titre des monuments historiques depuis le 28 mai 1926.